# オーガニック (ナイアシンのアルバム)
『オーガニック』（原題：Organik）は、アメリカ合衆国のフュージョン・バンド、ナイアシンが2005年に発表した5作目のスタジオ・アルバム。日本で先行発売された。

## 背景
「ブリスタリン」はメンバー3人の共作で、何年か前のリハーサルで録音されたデニス・チェンバースのドラム・パターンに乗せてビリー・シーンがベース・ラインを作り、そこにジョン・ノヴェロがメロディを乗せるというプロセスで作曲された。ノヴェロは2010年のインタビューで、この曲に関して「ワン・コードの曲を作ってみたかったんだ」と語っている。
「キング・コング」はフランク・ザッパのカヴァーで、ノヴェロは「私達はどのレコードにも名曲のカヴァーを収録してきた」と語っており、この曲はノヴェロとシーンの共通のお気に入りだったという。

## 評価
ジョン・ケルマンはAll About Jazzで5点満点中4点を付け「作曲面では、しばしば拍子やテンポの変化が押し出されており、"Hair of the Dog"が好例であるように、そうした手法は常に完璧な説得力がある」「良い音楽には繊細さと控え目さが必要と考えている人々は、『オーガニック』を避けて通るべきだろう。しかし、挑発的で頑固で過剰に活動的な音楽を好むなら、ナイアシンはうってつけの存在だ」と評している。また、スコット・ヤナウはオールミュージックにおいて5点満点中3.5点を付け「すべてのオリジナル曲が魅力的かどうかはともかく、ロック寄りのフュージョンのファンであれば、ナイアシンの音楽は刺激的で、なおかつフュージョン界において十分な独創性があると感じるだろう」と評している。

## 収録曲
特記なき楽曲はジョン・ノヴェロとビリー・シーンの共作。アメリカ盤CD (MA-9081-2)には、「懲りない犯罪者」の代わりに「Footprints in the Sand」が収録されている。
1. バーバリアン・アット・ザ・ゲート - "Barbarian @ the Gate" - 2:57
2. 復讐の女神 - "Nemesis" - 4:00
3. ブリスタリン - "Blisterine" (John Nonello, Billy Sheehan, Dennis Chambers) - 5:33
4. キング・コング - "King Kong" (Frank Zappa) - 7:20
5. スーパー・グランデ - "Super Grande" - 4:57
6. マグネティック・ムード - "Magnetic Mood" - 6:39
7. ヘア・オブ・ザ・ドッグ - "Hair of the Dog" - 4:18
8. フォーズ・スリー - "4's 3" - 4:17
9. スタンブル・オン・ザ・トゥルース - "Stumble on the Truth" - 3:48
10. クラブ・ソーダ - "Club Soda" - 4:31
11. ノー・シェイム - "No Shame" - 4:26
12. クリーン・ハウス - "Clean House" - 4:21
13. 懲りない犯罪者 - "Repeat Offender" - 4:31

## 参加ミュージシャン
- ジョン・ノヴェロ - ハモンドオルガン、ピアノ、ローズ・ピアノ
- ビリー・シーン - ベース
- デニス・チェンバース - ドラムス